# Y 11200
Les Y 11200 sont des locotracteurs de la SNCF construits à 2 exemplaires seulement.
Cette série est représentative de l'état du parc de manœuvre avant les grandes séries unifiées telles que les Y 2200 ou Y 7100 : très disparates, constitué d'engins acquis par des réseaux en fonction de leurs besoins.
En ce qui concerne les Y 11251 et Y 11252, ils ont été reconstruits par les établissements Valermi, le premier en 1953 le second en 1956. Ils ont été directement livrés à l'atelier de Moulin Neuf (réseau Nord, près de Persan-Beaumont) spécialisé dans les éléments de voie.
Le châssis de ces engins et la génératrice sont d'origine ALVF (Artillerie Lourde sur Voie Ferrée) 1916, fabrication Crochat.

## Engins préservés
Le Y 11251 est préservé sur le Chemin de fer de la Vallée de l'Eure.